# تسریناتس
تسریناتس (به صربی: Crljenac) یک منطقهٔ مسکونی در صربستان است که در مالو تسرنیچه واقع شده‌است. تسریناتس ۱٬۲۵۵ نفر جمعیت دارد.